# Леонов, Алексей Иванович
Алексе́й Ива́нович Лео́нов (7 (20) мая 1902, станица Каменская Область Войска Донского, ныне город Каменск-Шахтинский Ростовской области — 14 ноября 1972, Москва) — советский военачальник, маршал войск связи (6.05.1961).

## Гражданская война и межвоенное время
Из семьи рабочего-литейщика. Русский. Окончил трехклассное начальное училище. Из-за бедности семьи с 11 лет работал на заводах Каменской и Ростова-на-Дону.
В феврале 1918 года вступил добровольцем в Красную Армию. Участвовал в боях Гражданской войны. Сначала был бойцом местного красногвардейского отряда, позднее — красноармеец, затем командир кавалерийского взвода 136-го стрелкового полка 16-й стрелковой дивизии под командованием В. И. Киквидзе. С января 1920 года — командир взвода 3-й стрелковой дивизии. С апреля 1920 года — командир эскадрона 82-го кавалерийского полка 14-й кавалерийской дивизии Первой Конной армии. В их рядах воевал на Южном фронте против войск генералов П. Н. Краснова и П. Н. Врангеля. Был дважды ранен. Один из первых кавалеров единственного тогда советского ордена Красного Знамени.
В 1921 году окончил военно-политические курсы. Служил в кавалерии, командовал эскадроном в 55-м кавалерийском полку, был помощником начальника штаба кавалерийского полка, начальником 1-й части штаба кавалерийской дивизии. В 1926 году окончил Киевскую объединённую военную школу. Член ВКП(б) с 1928 года.
С 1932 года служил в войсках связи. С 1936 года — помощник инспектора кавалерии по связи Белорусского военного округа. В 1938 году окончил Военную электротехническую академию РККА. Был начальником связи 57-го особого стрелкового корпуса в Монголии, в должности начальника связи 1-й армейской группы войск принимал участие в боях на Халхин-Голе. С 1940 года — начальник отдела связи в штабе Забайкальского военного округа, с октября 1940 года — начальник управления связи Дальневосточного фронта.

## Великая Отечественная война
С октября 1942 года — в действующей армии на фронтах Великой Отечественной войны: заместитель начальника войск связи Западного фронта, с ноября 1942 года — начальник управления связи Юго-Западного фронта, с октября 1943 года — начальник управления связи 3-го Украинского фронта, с июня 1944 года — начальник управления связи 2-го Украинского фронта.
В 1945 году — начальник управления связи Забайкальского фронта, принимал участие в советско-японской войне.

## Послевоенное время
С 1946 года — начальник войск связи Забайкальско-Амурского военного округа. С 1947 года — начальник управления связи Главнокомандующего войсками Дальнего Востока. В 1951 году окончил Высшие академические курсы при Высшей военной академии имени К. Е. Ворошилова и назначен начальником войск связи Военно-воздушных сил СССР. С 1953 года — начальник Центральных курсов усовершенствования офицерского состава войск связи. С февраля 1957 года — первый заместитель начальника войск связи Министерства обороны СССР. С апреля 1958 года был начальником войск связи Сухопутных войск. С 22 ноября 1958 года — начальник Войск связи Министерства обороны СССР. Воинское звание маршал войск связи присвоено 6 мая 1961 года.
С 25 февраля 1970 года — военный инспектор-советник Группы генеральных инспекторов Министерства обороны СССР. Жил в Москве. 
Скончался 14 ноября 1972 года. Похоронен на Новодевичьем кладбище.

## Воинские звания
- Полковник (к 1939 году)
- Генерал-майор войск связи (11.02.1942)
- Генерал-лейтенант войск связи (25.09.1943)
- Генерал-полковник войск связи (29.05.1945)
- Маршал войск связи (6.05.1961)

## Награды
- два ордена Ленина (21.02.1945, 22.05.1965)
- шесть орденов Красного Знамени (1919, 22.02.1938, 17.11.1939, 1.04.1943, 20.06.1949, 22.02.1968)
- два ордена Кутузова 1-й степени (28.04.1945, 8.09.1945)
- Орден Богдана Хмельницкого 1-й степени (13.09.1944)
- Орден Суворова 2-й степени (19.03.1944)
- Орден Кутузова 2-й степени (26.10.1943)
- Орден Красной Звезды (21.02.1969)
- «За воинскую доблесть. В ознаменование 100-летия со дня рождения В. И. Ленина»
- Медаль «За победу над Германией в Великой Отечественной войне 1941—1945 гг.»
- Юбилейная медаль «Двадцать лет Победы в Великой Отечественной войне 1941—1945 гг.»
- Медаль «За победу над Японией»
- Медаль «За взятие Будапешта»
- Медаль «За взятие Вены»
- Медаль «За освобождение Праги»
- Юбилейная медаль «XX лет Рабоче-Крестьянской Красной Армии»
- Юбилейная медаль «30 лет Советской Армии и Флота»
- Юбилейная медаль «40 лет Вооружённых Сил СССР»
- Юбилейная медаль «50 лет Вооружённых Сил СССР»
- почётный знак отличия «Маршальская звезда»

иностранные награды
- Орден Сухэ-Батора (Монгольская Народная Республика, 15.08.1959)
- два ордена Красного Знамени (Монгольская Народная Республика, 1939, …)
- Орден «За боевые заслуги» (Монголия, 19.08.1969)
- Орден Облаков и Знамени (Китай)
- Орден Заслуг Венгерской Народной Республики 1-й степени (Венгрия)
- Золотой крест ордена «Virtuti Militari» (Польша, 19.12.1968[3])
- Медаль «За службу Родине» 1-й степени (Венгрия[4])
- Медаль «25 лет Монгольской Народной Революции» (Монголия)
- Медаль «За победу над Японией» (Монголия)
- Медаль «Дружба» (Монголия)
- Медаль «50 лет Монгольской Народной Армии» (Монголия)
- Медаль «50 лет Монгольской Народной Революции» (Монголия)
- Медаль «30 лет Халхин-Гольской Победы» (Монголия)
- Медаль «25 лет освобождения Румынии» (Румыния, 3.11.1969)
- Медаль «За укрепление дружбы по оружию» 1-й степени (Чехословацкая Социалистическая Республика)

## Память
Бюст Алексей Ивановича Леонова установлен на аллее маршалов войск связи на территории Военной академии связи имени С. М. Будённого в Санкт-Петербурге.